# Simone Favaro
Pour les articles homonymes, voir Favaro.
Pas d'image ? Cliquez ici

a Compétitions nationales et continentales officielles uniquement.

b Matchs officiels uniquement.
Dernière mise à jour le 3 décembre 2017.
Simone Favaro, né le 7 novembre 1988 à Trévise, est un joueur italien de rugby à XV évoluant au poste de troisième ligne aile. Il joue avec l'équipe d'Italie depuis 2009 et avec le club italien de Fiamme Oro Rugby depuis 2017.
Réputé pour son profil de plaqueur dur au mal, il est notamment capitaine de l'équipe d'Italie contre les Tonga en 2016, ayant été un des leaders de son équipe dans la victoire historique contre l'Afrique du Sud ayant précédé.

## Biographie
Simone Favaro est originaire de Favaro Veneto de par son arrière-grand-père. Simone Favaro obtient sa première cape internationale le 20 juin 2009 contre l'équipe d'Australie.
Un temps annoncé au Stade Français en 2017, il signe finalement aux Fiamme Oro Rugby de Rome, afin d'envisager une reconversion dans un des corps de police d'état auquel le club est lié.

## Statistiques en équipe nationale
Au 31 mars 2017, Simone Favaro compte 36 sélections, depuis sa première sélection le 20 juin 2009 face à l'Australie. (24 fois titulaire, 12 fois remplaçant).
- Tournois des Six Nations disputés : 2012, 2013, 2015, 2017

En Coupe du monde :
- 2015 : 3 sélections (France, Irlande, Roumanie)